# Geråsens herrgård
Geråsens herrgård är en herrgårdsbyggnad uppförd 1856 öster om Vibysjön i Viby socken (Vretstorp) i Närke av Carl-Axel Staf.
Inom ägorna ligger Geråsens naturreservat. Egendomen omfattade 1950, 143 hektar varav 95 hektar var åker och 22 hektar var skog.

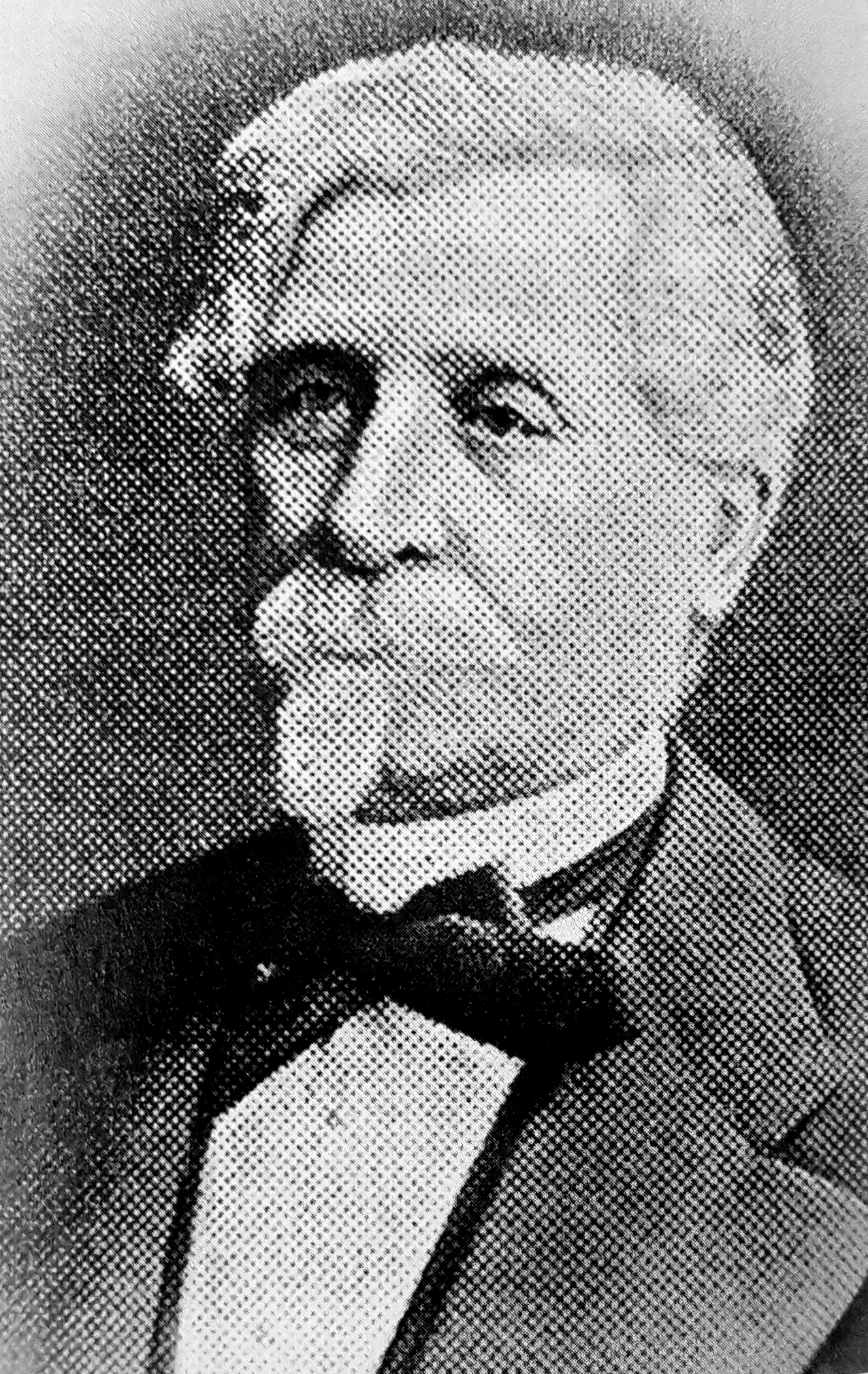
Carl-Axel Staf

Egendomen bildades 1854 genom att CA Staf köpte upp flera hemman, det var delar av gårdarna Husby, Sjörs, Bråntorp, Smedsåsen och Geråsen som tidigare ingått i Värnsta säteri. Huvudbyggnaden uppfördes 1854-1856 och efter att han bott något år på Vissboda i Lerbäck kunde han och hans fru Henrika flytta in under 1856. Huset bestod ursprungligen av två våningar men 1932 byggdes det till med ytterligare en våning. Fastigheten är byggd i trä med helt kvadratiska plan. Fasaden är täckt med gulbrun puts och taket som är valmat består av tegel. 

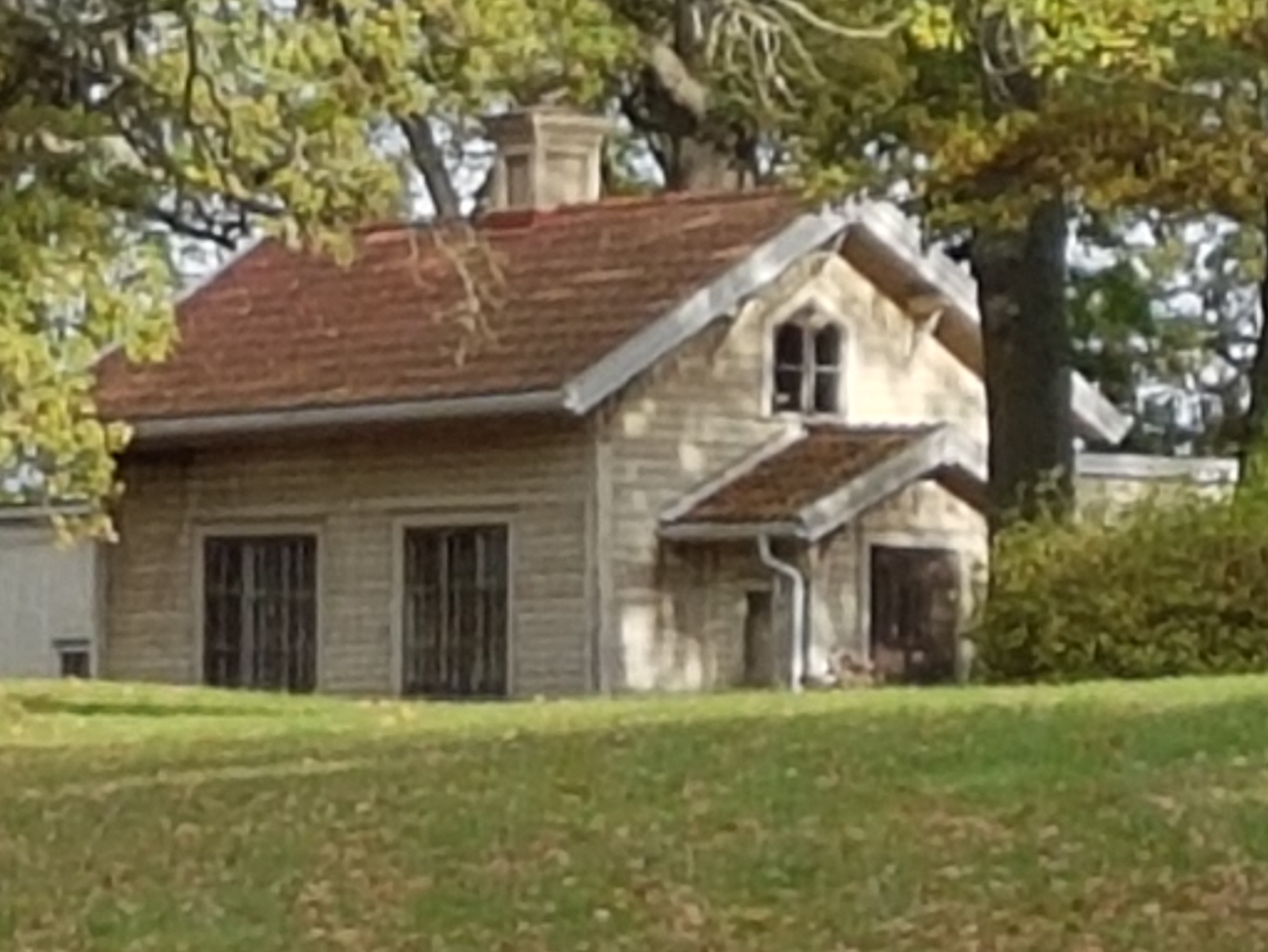
Geråsens flygelbyggnad uppförd 1856

En flygelbyggnad i schweizerstil uppfördes 1856. Enligt Stafs dagbok såldes egendomen 1861 till överstelöjtnanten Carl Ludvig Holst på Trystorp för 37 500 riksdaler riksgäld, och några veckor senare flyttade familjen Staf till Vadstena. Holst drev verksamheten vid egendomen 1861-1884 och överlät verksamheten till Grosshandlare Henning Adolf Schale från Norrköping och hans hustru Harriett Amalia. Paret drev sedan början av 1920-talet en uppfödning av avelsdjur, främst tjurar efter att man 1921 köpt in ett 30-tal ungnöt från Stjärnsund. Verksamheten drevs fram till 1932 då man överlät gården till sonen agronomen Erik Ernst Robert Schale som drev verksamheten vidare till 1940. Överstelöjtnant och brodern Henning Charles Schale drev sedan gården fram till 1960, då gården lämnade släkten Schale och godsägare Arvid Folke Pålsson från  Hammarlöv köpte egen domen 1961.